# العلاقات الإسرائيلية المالطية
العلاقات الإسرائيلية المالطية هي العلاقات الثنائية التي تجمع بين إسرائيل ومالطا.

## مقارنة بين البلدين
هذه مقارنة عامة ومرجعية للدولتين:
| وجه المقارنة                                              | إسرائيل                                                             | مالطا                                                     |
| --------------------------------------------------------- | ------------------------------------------------------------------- | --------------------------------------------------------- |
| المساحة (كم2)                                             | 20.77 ألف                                                           | 316                                                       |
| عدد السكان (نسمة)                                         | 8.89 مليون                                                          | 465.29 ألف                                                |
| الكثافة السكانية (ن./كم²)                                 | 428.02                                                              | 147.24 ألف                                                |
| العاصمة                                                   | القدس                                                               | فاليتا                                                    |
| اللغة الرسمية                                             | اللغة العبرية، اللغة العربية                                        | اللغة المالطية، لغة إنجليزية                              |
| العملة                                                    | شيكل إسرائيلي جديد، شيكل إسرائيلي قديم، جنيه فلسطيني، جنيه إسرائيلي | يورو، ليرة مالطية                                         |
| الناتج المحلي الإجمالي (بليون دولار)                      | 350.85 مليار                                                        | 12.54 مليار                                               |
| الناتج المحلي الإجمالي (تعادل القوة الشرائية) بليون دولار | 306.51 مليار                                                        | 14.68 مليار                                               |
| الناتج المحلي الإجمالي الاسمي للفرد دولار أمريكي          | 35.73 ألف                                                           | 22.60 ألف                                                 |
| الناتج المحلي الإجمالي للفرد دولار أمريكي                 | 36.58 ألف                                                           |                                                           |
| مؤشر التنمية البشرية                                      | 0.899                                                               | 0.839                                                     |
| رمز المكالمات الدولي                                      | +972                                                                | +356                                                      |
| رمز الإنترنت                                              | .il                                                                 | .mt                                                       |
| المنطقة الزمنية                                           | توقيت إسرائيل، Israel Summer Time ‏                                  | توقيت وسط أوروبا، ت ع م+01:00، ت ع م+02:00، أوروبا/مالطا ‏ |

## منظمات دولية مشتركة
يشترك البلدان في عضوية مجموعة من المنظمات الدولية، منها:
| علم المنظمة | اسم المنظمة                               | تاريخ انضمام إسرائيل | تاريخ انضمام مالطا |
| ----------- | ----------------------------------------- | -------------------- | ------------------ |
|             | الأمم المتحدة                             | 11 مايو 1949         | 1 ديسمبر 1964      |
|             | منظمة التجارة العالمية                    | 21 أبريل 1995        | ?                  |
|             | منظمة الشرطة الجنائية الدولية             | ?                    | ?                  |
|             | المركز الدولي لتسوية المنازعات الاستشارية | 22 يوليو 1983        | 3 ديسمبر 2003      |
|             | الاتحاد الدولي للاتصالات                  | 24 يونيو 1948        | 1965               |
|             | الفريق المعني برصد الأرض                  | ?                    | ?                  |
|             | البنك الدولي للإنشاء والتعمير             | 12 يوليو 1954        | 26 سبتمبر 1983     |
|             | الاتحاد البريدي العالمي                   | ?                    | ?                  |
|             | مؤسسة التمويل الدولية                     | 26 سبتمبر 1956       | 1 يونيو 2005       |
|             | وكالة ضمان الاستثمار متعدد الأطراف        | 21 مايو 1992         | 12 سبتمبر 1990     |
|             | يونسكو                                    | 16 سبتمبر 1949       | 10 فبراير 1965     |

## وصلات خارجية
- موقع وزارة الخارجية الإسرائيلية
- موقع وزارة الخارجية المالطية